# Lovedrunk
Lovedrunk is een single van de Nederlandse zangeres Anouk. Het nummer is afkomstig van haar album For Bitter or Worse.
Het nummer werd op 7 mei 2010 uitgebracht, als opvolger van de single For Bitter or Worse. Het is enkel digitaal uitgebracht en zonder videoclip.
Het nummer heeft het niet verder geschopt dan de tipparade.